# Bryan Soto
Bryan Andrés Soto Pereira (n. Santiago, Chile, 1 de junio de 2001) es un futbolista chileno. Juega de mediocampista defensivo (o mediocampista central) en Deportes Iquique en la Primera División de Chile.

## Trayectoria
Se unió a las divisiones inferiores de Colo-Colo a los 7 años de edad. Debutó profesionalmente por el equipo albo el 9 de junio de 2019, en un partido ante Deportes Puerto Montt por la Copa Chile 2019.15 meses después, debutó por Primera División en un partido ante O'Higgins.
En 2022 fue cedido a Deportes La Serena, mientras que para 2023 jugó cedido en Everton. En 2024 fue cedido a Deportes Copiapó, mientras que el 2 de enero de 2025 se anunció su cesión a Deportes Iquique.

## Estadísticas
| Club                       | Div.       | Temporada  | Liga  | Liga  | Copas nacionales | Copas nacionales | Torneos internacionales | Torneos internacionales | Total | Total |
| Club                       | Div.       | Temporada  | Part. | Goles | Part.            | Goles            | Part.                   | Goles                   | Part. | Goles |
| -------------------------- | ---------- | ---------- | ----- | ----- | ---------------- | ---------------- | ----------------------- | ----------------------- | ----- | ----- |
| Colo-Colo · Chile          | 1.ª        | 2019       | —     | —     | 1                | 0                | —                       | —                       | 1     | 0     |
| Colo-Colo · Chile          | 1.ª        | 2020       | 6     | 0     | —                | —                | 1                       | 0                       | 7     | 0     |
| Colo-Colo · Chile          | 1.ª        | 2021       | 8     | 0     | 5                | 0                | —                       | —                       | 13    | 0     |
| Colo-Colo · Chile          | Total club | Total club | 14    | 0     | 6                | 0                | 1                       | 0                       | 21    | 0     |
| Deportes La Serena · Chile | 1.ª        | 2022       | 14    | 1     | 2                | 0                | —                       | —                       | 16    | 1     |
| Deportes La Serena · Chile | Total club | Total club | 14    | 1     | 2                | 0                | 0                       | 0                       | 16    | 1     |
| Everton · Chile            | 1.ª        | 2023       | 16    | 0     | 3                | 0                | —                       | —                       | 19    | 0     |
| Everton · Chile            | Total club | Total club | 16    | 0     | 3                | 0                | 0                       | 0                       | 19    | 0     |
| Total club                 | Total club | Total club | 44    | 1     | 11               | 0                | 1                       | 0                       | 56    | 1     |
| 1. 2. 3.                   |            |            |       |       |                  |                  |                         |                         |       |       |

## Palmarés

### Campeonatos nacionales
| Título             | Equipo           | País  | Año  |
| ------------------ | ---------------- | ----- | ---- |
| Copa Chile         | C.S.D. Colo-Colo | Chile | 2021 |
| Supercopa de Chile | C.S.D. Colo-Colo | Chile | 2022 |